# Liste des députés européens d'Espagne de la 6e législature

Cet article présente la liste des députés européens d'Espagne élus lors des élections européennes de 2004 en Espagne.
| Nom                                    | Parti                                 | Groupe parlementaire européen |
| -------------------------------------- | ------------------------------------- | ----------------------------- |
| Inés Ayala Sender                      | Parti socialiste ouvrier espagnol     | PSE                           |
| María del Pilar Ayuso González         | Parti populaire                       | PPE-DE                        |
| María Badía i Cutchet                  | Parti des socialistes de Catalogne    | PSE                           |
| Enrique Barón                          | Parti socialiste ouvrier espagnol     | PSE                           |
| Josep Borrell Fontelles                | Parti socialiste ouvrier espagnol     | PSE                           |
| Joan Calabuig Rull                     | Parti socialiste ouvrier espagnol     | PSE                           |
| Carlos Carnero González                | Parti socialiste ouvrier espagnol     | PSE                           |
| Alejandro Cercas Alonso                | Parti socialiste ouvrier espagnol     | PSE                           |
| Luis de Grandes                        | Parti populaire                       | PPE-DE                        |
| Pilar del Castillo                     | Parti populaire                       | PPE-DE                        |
| Agustín Díaz de Mera García-Consuegra  | Parti populaire                       | PPE-DE                        |
| Rosa Díez González                     | Parti socialiste ouvrier espagnol     | PSE                           |
| Bárbara Dührkop Dührkop                | Parti socialiste ouvrier espagnol     | PSE                           |
| Fernando Fernández Martín              | Parti populaire                       | PPE-DE                        |
| Carmen Fraga Estévez                   | Parti populaire                       | PPE-DE                        |
| Gerardo Galeote Quecedo                | Parti populaire                       | PPE-DE                        |
| José García-Margallo y Marfil          | Parti populaire                       | PPE-DE                        |
| Iratxe García Pérez                    | Parti socialiste ouvrier espagnol     | PSE                           |
| Salvador Garriga Polledo               | Parti populaire                       | PPE-DE                        |
| Ignasi Guardans Cambó                  | Convergence démocratique de Catalogne | ADLE                          |
| Cristina Gutiérrez-Cortines            | Parti populaire                       | PPE-DE                        |
| David Hammerstein Mintz                | Les Verts                             | Verts/ALE                     |
| María Esther Herranz García            | Parti populaire                       | PPE-DE                        |
| Luis Herrero-Tejedor Algar             | Parti populaire                       | PPE-DE                        |
| Carlos José Iturgáiz Angulo            | Parti populaire                       | PPE-DE                        |
| Mikel Irujo                            | Eusko Alkartasuna                     | Verts/ALE                     |
| Antonio López-Istúriz White            | Parti populaire                       | PPE-DE                        |
| Miguel Ángel Martínez Martínez         | Parti socialiste ouvrier espagnol     | PSE                           |
| Antonio Masip Hidalgo                  | Parti socialiste ouvrier espagnol     | PSE                           |
| Ana Mato                               | Parti populaire                       | PPE-DE                        |
| Jaime María Mayor Oreja                | Parti populaire                       | PPE-DE                        |
| Manuel Medina Ortega                   | Parti socialiste ouvrier espagnol     | PSE                           |
| Íñigo Méndez de Vigo                   | Parti populaire                       | PPE-DE                        |
| Emilio Menéndez del Valle              | Parti socialiste ouvrier espagnol     | PSE                           |
| Willy Meyer Pleite                     | Gauche unie                           | GUE/NGL                       |
| Rosa Miguélez Ramos                    | Parti socialiste ouvrier espagnol     | PSE                           |
| Francisco José Millán Mon              | Parti populaire                       | PPE-DE                        |
| Cristóbal Montoro                      | Parti populaire                       | PPE-DE                        |
| Javier Moreno Sánchez                  | Parti socialiste ouvrier espagnol     | PSE                           |
| Raimon Obiols                          | Parti socialiste ouvrier espagnol     | PSE                           |
| Josu Ortuondo Larrea                   | Parti nationaliste basque             | ADLE                          |
| Francisca Pleguezuelos Aguilar         | Parti socialiste ouvrier espagnol     | PSE                           |
| José Javier Pomés Ruiz                 | Parti populaire                       | PPE-DE                        |
| Teresa Riera Madurell                  | Parti socialiste ouvrier espagnol     | PSE                           |
| Raül Romeva Rueda                      | Initiative pour la Catalogne Verts    | Verts/ALE                     |
| Luisa Fernanda Rudi Ubeda              | Parti populaire                       | PPE-DE                        |
| José Salafranca Sánchez-Neira          | Parti populaire                       | PPE-DE                        |
| María Isabel Salinas García            | Parti socialiste ouvrier espagnol     | PSE                           |
| Antolín Sánchez Presedo                | Parti socialiste ouvrier espagnol     | PSE                           |
| María Sornosa Martínez                 | Parti socialiste ouvrier espagnol     | PSE                           |
| María Elena Valenciano Martínez-Orozco | Parti socialiste ouvrier espagnol     | PSE                           |
| Daniel Varela Suanzes-Carpegna         | Parti populaire                       | PPE-DE                        |
| Alejo Vidal-Quadras                    | Parti populaire                       | PPE-DE                        |
| Luis Yañez-Barnuevo García             | Parti socialiste ouvrier espagnol     | PSE                           |